# Egsdorf (Luckau)

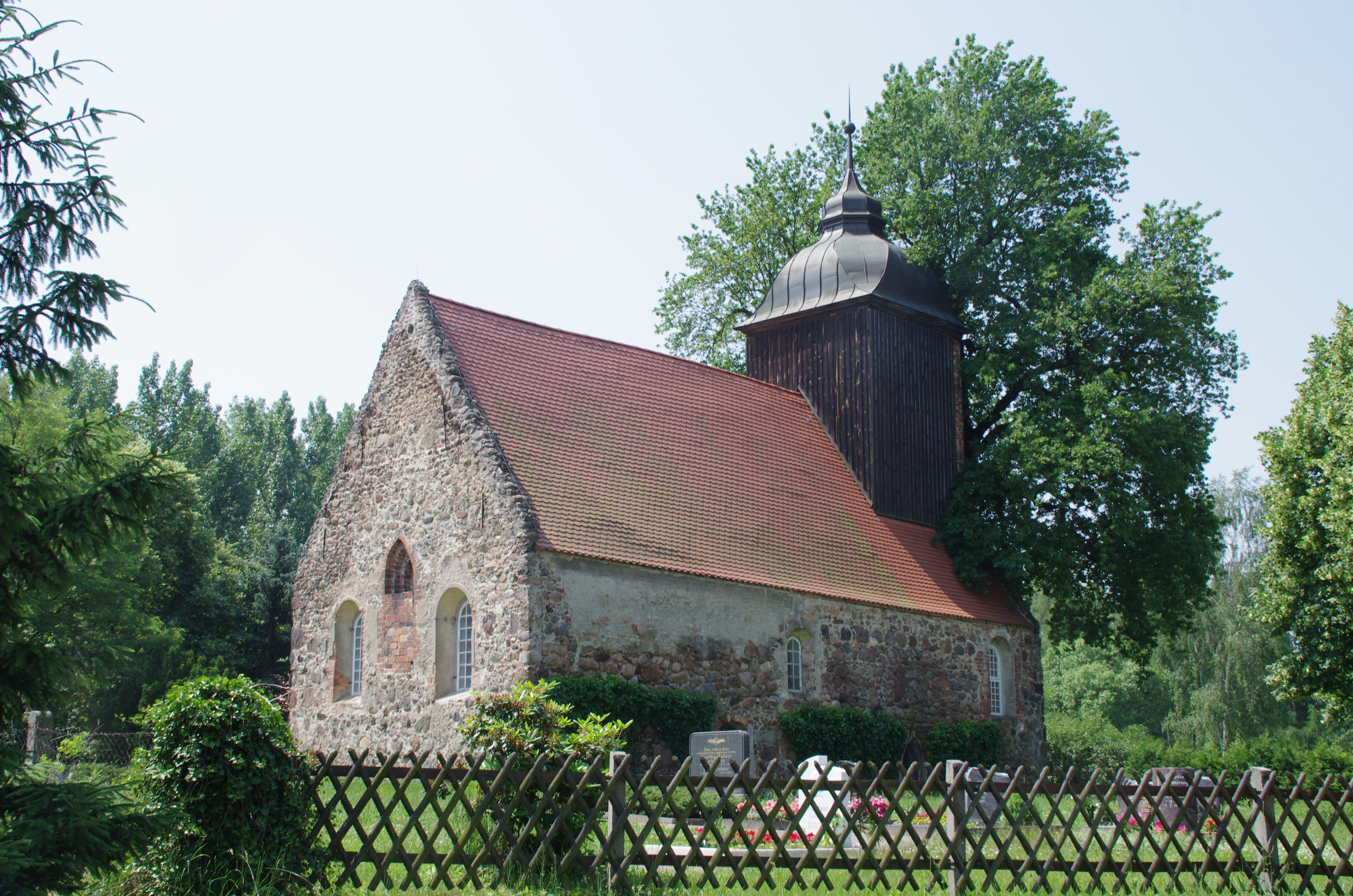
Dorfkirche

Egsdorf (niedersorbisch Wóškojce) ist ein Ortsteil der Stadt Luckau im Landkreis Dahme-Spreewald in Brandenburg.

## Geographie
Das Dorf liegt südwestlich vom Spreewald in der Region Niederlausitz im Süden des Landes Brandenburg, sechs Kilometer ostsüdostwärts von Luckau, 12 Kilometer südwestlich von Lübbenau/Spreewald und 37 Kilometer westnordwestlich von Cottbus. Zwei Kilometer östlich befand sich der devastierte Ortsteil Stoßdorf, wo heute im Rahmen der Rekultivierung des Tagebaues Schlabendorf-Nord der Stoßdorfer See entsteht.
Die Gemarkung von Egsdorf grenzt im Norden an Willmersdorf-Stöbritz, im Nordosten an Hindenberg, im Osten an den ehemaligen Tagebau, im Südosten an Zinnitz, im Süden an Schlabendorf am See, im Südwesten an Görlsdorf und im Westen an Cahnsdorf.
Auf einem Höhenzug zwischen dem Glogau-Baruther Urstromtal im Norden und dem Lausitzer Grenzwall im Süden gelegen, zählt die gesamte Fläche des Ortes zum Naturpark Niederlausitzer Landrücken. Mit Ausnahme der Ortslage gilt dies auch für das Vogelschutzgebiet Luckauer Becken. Darüber hinaus finden sich Schutzgebiete mit Teilflächen auf der Gemarkung: die FFH-Gebiete Luckauer Salzstellen und Stoßdorfer See, das Naturschutzgebiet Ostufer Stoßdorfer See und das Landschaftsschutzgebiet Bergbaufolgelandschaft Schlabendorf-Seese.

## Geschichte
1447 wurde der Ort erstmals urkundlich erwähnt, damals unter seinem früheren Namen Egistorff.
Ab 1815 wurde Egsdorf dem neugeschaffenen Regierungsbezirk Frankfurt in der Provinz Brandenburg zugeordnet und ab 1816 ein Teil des neu gebildeten Kreises Luckau.
1844 befanden sich 24 Wohngebäude, eine Windmühle und ein Rittergut im Dorf. Letzteres war zu dieser Zeit im Besitz des Adligen Benno von Langenn, Herr auf Egsdorf. Insgesamt lebten zu dieser Zeit 135 Einwohner hier.
Seit 1952 gehörte der Ort zum Kreis Luckau im Bezirk Cottbus. Am 17. Mai 1990 wurde der Kreis in Landkreis Luckau umbenannt und im Rahmen der Wiedervereinigung der bisherige Bezirk Cottbus aufgelöst. Ab dem 25. Mai 1992 bildete die Gemeinde Egsdorf zusammen mit 15 weiteren Gemeinden und der Stadt Luckau das neugeschaffene Amt Luckau.
Am 6. Dezember 1993 kam das Dorf im Rahmen der Kreisreform in Brandenburg zum Landkreis Dahme-Spreewald und am 31. Dezember 1999 wurde die Gemeinde Egsdorf zusammen mit fünf weiteren Orten in die Stadt Luckau eingegliedert.